# Lampropeltis micropholis
Lampropeltis micropholis, comúnmente conocida como culebra de leche ecuatoriana, falsa coral interandina, falsa coral, ratonera o sobrecamas es una especie de serpiente de leche no venenosa.
Se encuentra en Colombia, Costa Rica, Ecuador, Panamá y, posiblemente, Venezuela. Habita en las zonas tropical, subtropical y templada occidental, desde el nivel del mar hasta los 2915 m.s. n. m., predominantemente en bosques húmedos y secos de tierras bajas, al igual que en bosques premontanos y montanos.
Es una serpiente terrestre, generalmente activa durante la noche u horas crepusculares, aunque también se la ha encontrado activa durante el día. Se alimenta de pequeños vertebrados y sus huevos. Su dieta probablemente incluye pequeños mamíferos, aves y sus huevos, otras serpientes y lagartijas, al igual que la dieta de otras especies del mismo género.
No es una serpiente venenosa, pero su coloración dorsal compuesta por anillos blancos, negros y rojos, la hace semejante a una serpiente coral, lo cual ha hecho que muchos las maten por temor a que sea una coral verdadera.